# Diözese Rochester

Wappen der Diözese

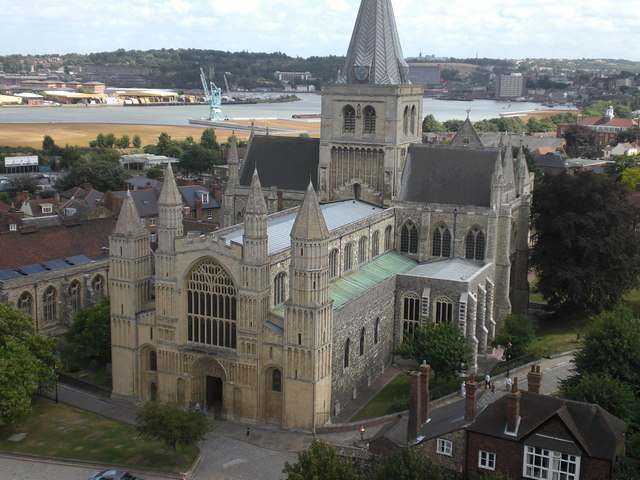
Luftbild der Kathedrale von Rochester

Das Bistum Rochester (lat.: Dioecesis Roffensis) ist eine anglikanische Diözese in der Kirchenprovinz Canterbury der Church of England mit Sitz in Rochester. Bis zur englischen Reformation war es eine römisch-katholische Diözese.
Bischof ist seit 2010 James Langstaff. Bischofssitz ist die Kathedrale von Rochester.

## Diözesangebiet
Die Diözese umfasst West-Kent, Bexley und Bromley.
Suffragan ist Tonbridge.

## Geschichte
Das Bistum wurde 604 von dem König von Kent Æthelberht gegründet. Augustinus setzte Justus im gleichen Jahr als ersten Bischof ein. Nach der normannischen Eroberung Englands 1066 veranlasste der erste normannische Bischof Gundulf, ein Benediktiner aus der Abtei Le Bec, die Errichtung eines Benediktinerklosters bei der Kathedrale und den Neubau der Kathedrale selbst ab 1083.
Die Bischöfe von Rochester gehörten bis 1535 der Römisch-katholischen Kirche an, danach der Church of England. Der letzte katholische Bischof, John Fisher, verlor sein Amt im Januar 1535, da er den Suprematseid verweigerte, und wurde im Juni des gleichen Jahres hingerichtet.